# Magdalene Stange-Freerks

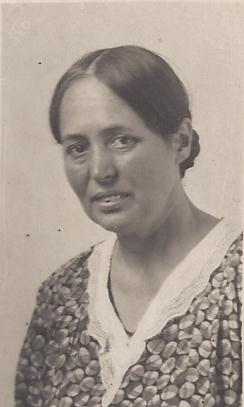
Magdalene Stange-Freerks um 1935

Magdalene Stange-Freerks (* 31. März 1886 in Hamburg; † 21. April 1982 in Deutsch Evern) war eine deutsche Schriftstellerin.

## Leben
Magdalene Stange-Freerks war eine Schriftstellerin, die historische Romane und Gedichtbände veröffentlichte. Sie wurde 1886 als sechstes Kind und einziges Mädchen der in Hamburg ansässigen gutbürgerlichen Familie Stange in einem alten Barockhaus, das in der Straße Schoppenstehl stand, im Bezirk Hamburg-Mitte geboren. Ihr Vater stammte aus einem alten mecklenburgischen Pfarrergeschlecht. Den Namenszusatz „Freerks“ fügte sie als Schriftstellerin hinzu. Es war der Nachname ihres Großvaters mütterlicherseits. Nach dem Schulabschluss wurde sie Lehrerin an der Volksschule in Hamburg-Veddel. Als junge Frau bewunderte sie den Hamburger Kunsthistoriker Alfred Lichtwark und besuchte regelmäßig seine Vorträge. Nach dessen Tod 1914 kündigte sie ihre Lehrerstelle und reiste auf seinen Spuren nach London. Ihren Lebensunterhalt verdiente sie dort als Privatlehrerin für deutsche Kinder.
Der Erste Weltkrieg zwang sie zur Rückkehr nach Deutschland. Ihre Unterrichtstätigkeit nahm sie bis 1924 wieder auf und begann nebenbei ihre literarischen Ambitionen zu entwickeln. Ab Herbst 1924 wohnte sie mehrere Monate in Las Palmas auf den Kanarischen Inseln, bevor sie nach Hamburg zurückzog. Der Tod ihrer Eltern verschaffte ihr durch die damit verbundene Erbschaft den finanziellen Freiraum um 1928 von Hamburg nach Vastorf bei Lüneburg zu ziehen und sich ganz der Schriftstellerei zu widmen. Dort lebte sie 51 Jahre und blieb zeitlebens unverheiratet.
Im Jahr 1932 bekam sie durch die Vermittlung von Ida Dehmel die Gelegenheit eine mehrmonatige Schiffsreise auf zwei Frachtschiffen entlang der spanischen und portugiesischen Küste zu unternehmen. Diese Reise prägte ihre Liebe zur Seefahrt, die sich z. B. in dem Buch Admiral Karpfanger und sein Sohn widerspiegelt. Zum Ende des Zweiten Weltkriegs unterrichtete sie wieder in Lüneburg an der Wilhelm-Raabe-Schule. Im Alter von 93 Jahren zog sie nach Wyk auf Föhr. Ein Jahr später kehrte Magdalene Stange-Freerks zurück, um ihren Lebensabend bei der Familie ihrer letzten Sekretärin (Frau Elisabeth Müller) in Deutsch Evern zu verbringen. Dort starb sie am 21. April 1982 und wurde auf dem hiesigen Friedhof bestattet. Die Grabstätte wurde 2013 zum Ehrengrab erklärt.
Veröffentlicht wurden acht Romane bzw. Erzählungen und zwei Gedichtbände, die zwischen 1936 und 1981 erschienen. Ihre historischen Romane, insbesondere Auf der alten Salzstraße und das Jugendbuch Admiral Karpfanger und sein Sohn wurden seinerzeit viel gelesen und erreichten mehrere Auflagen. Die Gedichtbände fanden weniger Beachtung. Bis ins hohe Alter war Magdalene Stange-Freerks schriftstellerisch tätig. Ihr Nachlass und mehrere unveröffentlichte Manuskripte wurden der Samtgemeinde Ostheide mit Sitz in Barendorf überlassen. Ein Teil des Nachlasses und persönliche Dokumente sind im Eingangsbereich des Rathauses Barendorf in einer Vitrine ausgestellt.

## Werke
- Das Gericht der Tiere. Empfindsame Geschichten um ein Rauchhaus 1936.
- Die Kinder vom Sonnenberg 1948, 2. Auflage 1968 unter dem Titel: Das Haus am Sonnenberg.
- Admiral Karpfanger und sein Sohn 1955.
- Blumen und Möwen. Kleine Gedichte 1959.
- Auf der alten Salzstraße 1963.
- Sunte Maria und die Reventlows 1965.
- Die Rose und ihr Traum 1968.
- Lütt Thies, Schelmengeschichten 1973.
- Vier Frauen unterwegs 1976.
- Vom Heideland und Waterkant 1981.